# Gabriel Sierakowski
Gabriel Sierakowski z Bogusławic herbu Ogończyk (ur. ok. 1700, zm. w 1758) – kasztelan oświęcimski w latach 1746–1758, starosta mszański.
Był synem Jana Sierakowskiego i Marianny z Ruszkowskich. W 1721 był towarzyszem roty pancernej kasztelana krakowskiego Sieniawskiego. W 1725 pełnił urząd starosty mszaneckiego. W 1744 został wybrany posłem województwa krakowskiego na sejm. W latach 1746–1758 pełnił urząd kasztelana oświęcimskiego.
Był żonaty z Rozalią Otwinowską. Miał dwóch synów, w tym Franciszka, kanonika krakowskiego. Poprzez małżeństwo stał się właścicielem Kamienicy Sasinowskiej przy ulicy św. Jana 18 w Krakowie, która stanowiła jego miejską rezydencję.
Jako deputat województwa krakowskiego podpisał pacta conventa Stanisława Leszczyńskiego w 1733 roku.
Sierakowski był darczyńcą parafii św. Marii Magdaleny w Rabce-Zdroju, której ofiarował relikwie św. Barbary.